# سفارة النمسا لدى السعودية
سفارة النمسا لدى السعودية هي الممثلية الدبلوماسية العليا لدولة النمسا لدى المملكة العربية السعودية. تقع السفارة في حي السفارات في الرياض.